# Liknes
Liknes este o localitate din comuna Kvinesdal, provincia Vest-Agder, Norvegia, cu o suprafață de 1,98 km² și o populație de 2.377 locuitori (2013).